# Porsche Tennis Grand Prix 2014
Porsche Tennis Grand Prix 2014 - тенісний турнір, що проходив на закритих кортах з ґрунтовим покриттям. Це був 37-й за ліком Porsche Tennis Grand Prix. Належав до категорії Premier у рамках Туру WTA 2014. Відбувся на Porsche Arena в Штутгарті (Німеччина). Тривав з 21 до 27 квітня 2014 року.

## Призові очки і гроші

### Розподіл очок
| Дисципліна       | П   | Ф   | ПФ  | ЧФ  | 1/8 | 1/16 | Q   | Q3  | Q2  | Q1  |
| Одиночний розряд | 470 | 305 | 185 | 100 | 55  | 1    | 25  | 18  | 13  | 1   |
| Парний розряд    | 470 | 305 | 185 | 100 | 1   | Н/Д  | Н/Д | Н/Д | Н/Д | Н/Д |

### Розподіл призових грошей
| Дисципліна       | П       | Ф       | ПФ      | ЧФ      | 1/8    | 1/16   | Q3     | Q2     | Q1   |
| Одиночний розряд | €96,774 | €51,613 | €27,702 | €14,887 | €7,984 | €5,073 | €2,298 | €1,210 | €685 |
| Парний розряд *  | €30,645 | €16,129 | €8,871  | €4,516  | €2,448 | Н/Д    | Н/Д    | Н/Д    | Н/Д  |

* на пару

## Учасниці основної сітки в одиночному розряді

### Сіяні
| Країна     | Гравчиня           | Рейтинг1 | Сіяна |
| ---------- | ------------------ | -------- | ----- |
| Польща     | Агнешка Радванська | 3        | 1     |
| Румунія    | Сімона Халеп       | 5        | 2     |
| Чехія      | Петра Квітова      | 6        | 3     |
| Німеччина  | Анджелік Кербер    | 7        | 4     |
| Сербія     | Єлена Янкович      | 8        | 5     |
| Росія      | Марія Шарапова     | 9        | 6     |
| Словаччина | Домініка Цібулкова | 10       | 7     |
| Італія     | Сара Еррані        | 11       | 8     |
| Сербія     | Ана Іванович       | 12       | 9     |

- 1 Рейтинг подано станом на 14 квітня 2014.

### Інші учасниці
Нижче наведено учасниць, що отримали вайлдкард на участь в основній сітці:
- Юлія Гергес
- Андреа Петкович

Нижче наведено гравчинь, які пробились в основну сітку через стадію кваліфікації:
- Джоя Барб'єрі
- Анніка Бек
- Діана Марцинкевич
- Айла Томлянович

Такі тенісистки потрапили в основну сітку як Щасливі лузери:
- Мона Бартель
- Джоанна Конта

### Відмовились від участі
До початку турніру
- Домініка Цібулкова (травма ахілла) → її замінила  Мона Бартель
- Кірстен Фліпкенс → її замінила  Луціє Шафарова
- Лі На (травма лівого коліна) → її замінила  Сорана Кирстя
- Каролін Возняцкі (травма лівого зап'ястка) → її замінила  Джоанна Конта

### Знялись
- Карла Суарес Наварро (травма зап'ястка)

## Учасниці основної сітки в парному розряді

### Сіяні
| Країна   | Гравчиня               | Країна   | Гравчиня           | Рейтинг1 | Сіяна |
| -------- | ---------------------- | -------- | ------------------ | -------- | ----- |
| Італія   | Сара Еррані            | Італія   | Роберта Вінчі      | 10       | 1     |
| Зімбабве | Кара Блек              | Індія    | Саня Мірза         | 17       | 2     |
| Росія    | Анастасія Павлюченкова | Словенія | Катарина Среботнік | 32       | 3     |
| Чехія    | Андреа Главачкова      | Чехія    | Луціє Шафарова     | 34       | 4     |

- Рейтинг подано станом на 14 квітня 2014.

### Інші учасниці
Наведені нижче пари отримали місце як заміна:
- Антонія Лоттнер /  Анна Цая

### Знялись
До початку турніру
- Андреа Главачкова (вірусне захворювання)

## Переможниці

### Одиночний розряд
- Марія Шарапова —  Ана Іванович, 3–6, 6–4, 6–1

### Парний розряд
- Сара Еррані /  Роберта Вінчі —  Кара Блек /  Саня Мірза, 6–2, 6–3